# 伯利茲 (安哥拉)
伯利茲（葡萄牙語：Belize）是安哥拉的城鎮，由喀丙達省負責管轄，北面與剛果共和國接壤，南面是剛果民主共和國，面積1,360平方公里。據2014年人口普查結果，該鎮人口約19,561，人口密度每平方公里112.5人。